# Indeks podgrupy
Indeks podgrupy {\displaystyle \mathbb {H} } w grupie {\displaystyle \mathbb {G} } – moc zbioru wszystkich warstw lewostronnych (lub prawostronnych) podgrupy {\displaystyle \mathbb {H} } w grupie {\displaystyle \mathbb {G} }.
W przypadku skończonym:
Indeks podgrupy {\displaystyle \mathbb {H} } w grupie {\displaystyle \mathbb {G} } – liczba warstw lewostronnych (lub prawostronnych) skończonej grupy {\displaystyle \mathbb {G} } względem jej podgrupy {\displaystyle \mathbb {H} }.
Indeks podgrupy {\displaystyle \mathbb {H} } w grupie {\displaystyle \mathbb {G} } oznaczany jest symbolem {\displaystyle [\mathbb {G} :\mathbb {H} ]}.
Podstawowe zastosowanie pojęcia indeksu podgrupy można znaleźć w Twierdzeniu Lagrange’a.